# 汪佳捷
汪 佳捷（おう かしょう、Wang Jiajie, 1988年11月15日 - ）は、中華人民共和国・上海市出身のサッカー選手。中国サッカー・スーパーリーグ・上海上港所属。ポジションはミッドフィールダー。

## 来歴

### クラブ

#### 上海東亜 / 上海上港
2010年、上海東亜 (上海上港)に加入した。

## 所属クラブ
ユース経歴
- 2000年 - 2004年  根宝足球基地

プロ経歴
- 2004年 - 2007年  上海維潤/鎮江中安
- 2008年 - 2009年  蘇州趣普仕
  - 2009年 → 寧波華奥 (期限付き移籍)
- 2010年 -  上海東亜足球倶楽部 / 上海上港集団足球倶楽部

## タイトル

### クラブ
上海東亜
- 中国サッカー・甲級リーグ：1回 (2012)